# Blepharita adusta
Blepharita adusta är en fjärilsart som beskrevs av Eugen Johann Christoph Esper 1788. Blepharita adusta ingår i släktet Blepharita och familjen nattflyn. Inga underarter finns listade i Catalogue of Life.